# TCW Rebel

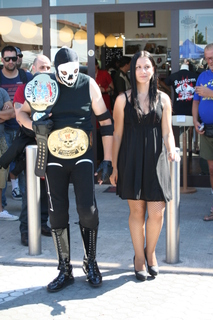
Death Mask, il primo TCW Rebel champion, con la sua manager Lilith.

Il TCW Rebel Title è il principale titolo difeso nella federazione italiana di wrestling, Total Combat Wrestling (TCW).
Il titolo è stato assegnato il 12 marzo 2011 in sostituzione del TCW Title per sottolineare l'inizio di una nuova era per la federazione.

## Storia
Il titolo viene assegnato per la prima volta il 12 Marzo 2011, nell'evento "Battaglia Reale": una Battle Royal per decretare il primo detentore, vinta Death Mask grazie alla collaborazione della manager Lilith, che appositamente fa autoeliminare il proprio cliente Break Bones.
Il titolo è poi al centro della rivalità tra i Rinnegati e i Ribelli. Break Bones riesce a vendicarsi della sua ex manager e dell'acerrimo rivale Death Mask, venendo poi sconfitto dal General Manager Johnny Puttini, grazie all'intervento della stable heel.
Dopo lo scioglimento de I Rinnegati, l'ex leader Il Marchese difende la cintura al posto di Puttini, seguendo la regola dei Freebirds, venendo infine sconfitto da Darkness. 
Il Marchese, con una nuova gimmick, conquista il titolo sconfiggendo il giovane Extreme Panther e lo detiene per 869 giorni (record italiano di un titolo massimo), difendendolo 24 volte (record italiano di difese per tutti i titoli).
Nel 2017 la cintura passa più volte di mano, vedendo campioni Il Marchese, Scandalo! e Darkness II.
Dopo un regno effimero di Break Bones e un periodo di riorganizzazione, i titolo viene nuovamente messo in palio in una Rumble, vinta da Pongo.
Verrà poi consegnato a Mefisto durante la trasmissione televisiva Custom Mazzate.
Mesi dopo Rocco Gioiello viene incoronato nuovo campione.

## Albo d'oro
| #  | Data              | Campione        | Regno | Giorni    | Difese    | Località         | Evento                            | Note | Ref. |
| -- | ----------------- | --------------- | ----- | --------- | --------- | ---------------- | --------------------------------- | --- | ---- |
| 1  | 12 Marzo 2011     | Death Mask      | 1     | 252       | 3         | Cuasso al Piano  | Pronti Alla Rissa 2011            | Titolo assegnato in una battle royal |      |
| 2  | 19 Novembre 2011  | Break Bones     | 1     | 315       | 2         | Varese           | Risoluzione Estrema 2011          | Incontro valido anche per il TCW Extreme Title |      |
| 3  | 29 settembre 2012 | Johnny Puttini  | 1     | 28        | 0         | Varese           | C'era Una Volta Il Wrestling 2012 | Il titolo fu poi difeso da Il Marchese, seguendo la Regola dei Freebirds |      |
| 4  | 27 ottobre 2012   | Darkness        | 1     | 266       | 2         | Varese           | Risoluzione Estrema 2012          | Sconfisse Il Marchese, secondo la Regola dei Freebirds |      |
| 5  | 20 luglio 2013    | Extreme Panther | 1     | 434       | 7         | Zoagli           | La Notte Dei Ribelli 2013         | |      |
| 6  | 27 settembre 2014 | Il Marchese     | 1     | 869       | 24        | Gazzada Schianno | C'era Una Volta Il Wrestling 2014 | In un fatal 4-way a cui parteciparono Extreme Panther, Antonino Bellavita e Kombat Komedian. Il regno è il più longevo per un titolo massimo italiano, nonché quello con le maggiori difese in Italia. |      |
| 7  | 12 febbraio 2017  | Scandalo!       | 1     | 28        | 0         | Rozzano          | Scalata Per La Gloria 2017        | Scandalo! diventa il primo grand slam champion della TCW. |      |
| 8  | 12 marzo 2017     | Il Marchese     | 2     | <1        | 0         | Rozzano          | Never Dies 2017                   | |      |
| 9  | 12 marzo 2017     | Darkness II     | 1     | 210       | 4         | Rozzano          | Never Dies 2017                   | Incassa la title shot vinta alla Rebels Rumble 2017 |      |
| 10 | 8 ottobre 2017    | Scandalo!       | 2     | 406       | 7         | Rozzano          | C'era Una Volta Il Wrestling 2017 | . |      |
| 11 | 18 novembre 2018  | Break Bones     | 2     | <1        | 0         | Milano           | Risoluzione Estrema 2018          | Titolo reso vacante |      |
| 12 | 13 gennaio 2019   | Pongo           | 1     | 335       | 1         | Milano           | Pronti alla Rissa 2019            | Titolo messo in palio in una Rumble. Titolo poi reso vacante per infortunio. |      |
| 13 | 13 dicembre 2020  | Mefisto         | 1     | 161       | 2         | Paderno Dugnano  | Custom Mazzate                    | Primo titolo TCW assegnato in un programma televisivo. |      |
| 14 | 23 maggio 2021    | Rocco Gioiello  | 1     | In carica | In carica | Paderno Dugnano  | Custom Mazzate                    | |      |